# Vedžahorresnet
| G43 | U28 | G5 | M24 | n · t · pr |

| G43 | U28 | G5 | M24 | n · t · pr |

Vedžahorresnet († kolem roku 509 nebo 517 př. n. l.) byl vojenský velitel a hodnostář ve starověkém Egyptě v období závěru 26. a počátku 27. dynastie. Narodil se v rodině kněze ve městě Sau v nilské deltě, které v té době bylo sídlem vlády. Po bitvě u Pelúsia, v jejímž důsledku došlo k pádu 26. dynastie a k obsazení Egypta Peršany, se podle svého historicky významného životopisu] stal jednou z hlavních opor nového režimu a představitelem jeho politiky respektování alespoň části domácí elity. V pozdější době byl pokládán za významného mudrce. Jeho architektonicky jedinečná hrobka v Abúsíru, reprezentující unikátní typ šachtových hrobek, byla objevena a prozkoumána Českým egyptologickým ústavem.

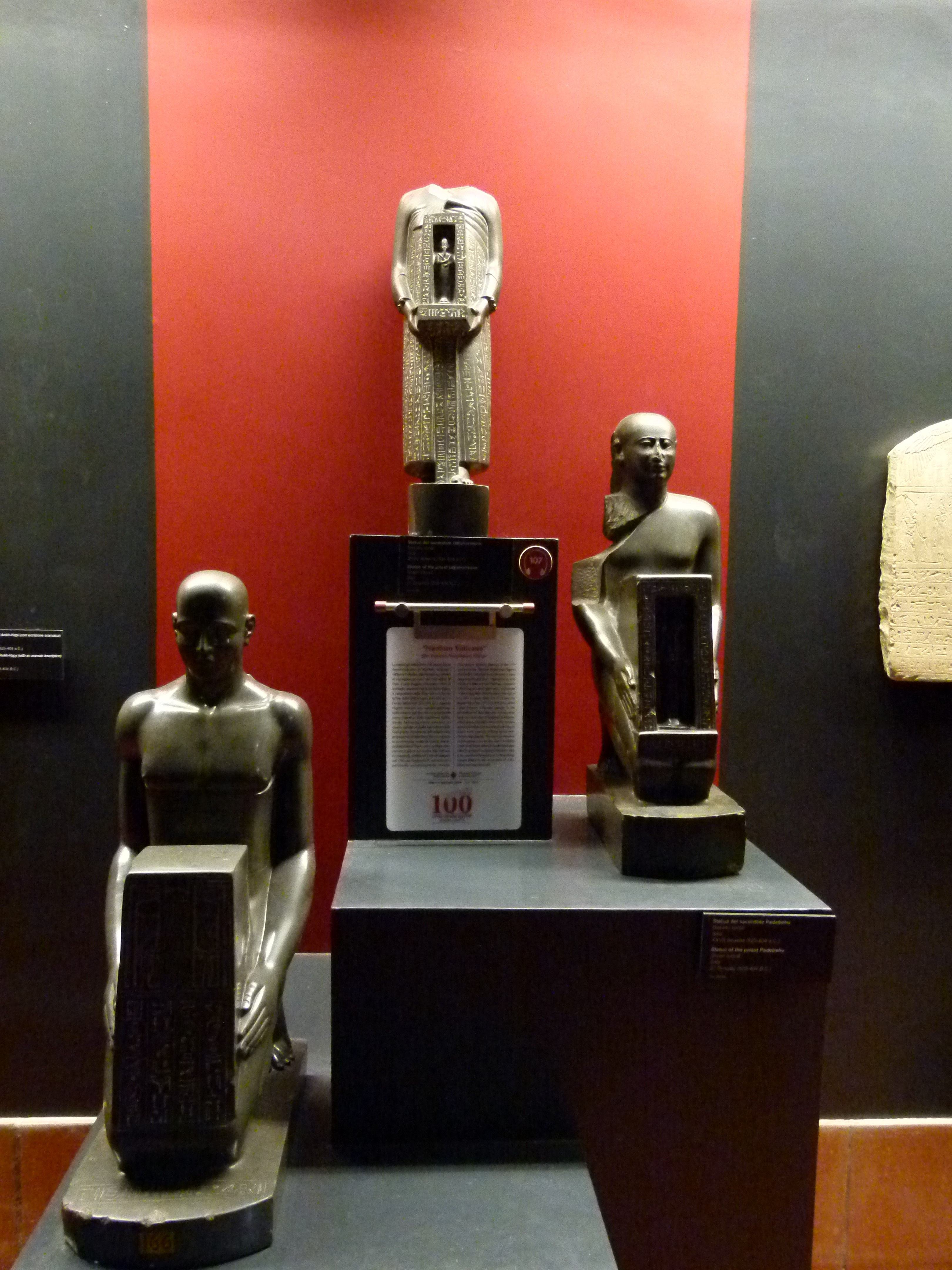
Vedžehorresnet expozice, Museo Gregoriano Egizio Vaticano

Vedžahorresnet byl za vlády Ahmose II. a Psammetika III. kromě jiných úřadů také velitelem řeckých žoldnéřů v Egyptě a velitelem vojenských i obchodních královských lodí spojených s Byblem. Nepochybně se účastnil bojů proti Peršanům, které v této době musely zahrnovat i námořní aktivity. Další okolnosti Vedžahorresnetovy kariéry nejsou známy; jisté je pouze to, že po obsazení Egypta dobyvateli se stal „společníkem krále“ a dozorcem paláce – snad tedy zodpovídal za výběr zaměstnanců pracujících pro novou vládu.
Později získal titul vrchního lékaře Horního a Dolního Egypta. Není jasné, jaký byl jeho přesný význam; pravděpodobně měl tento úřad vztah ke státním financím a podobal se úřadu kancléře. Český egyptolog Ladislav Bareš se ovšem domnívá, že se mohl vztahovat jen k osobnímu postavení nositele jako favorita perského panovníka, protože osobní lékaři byli obvykle svým vládcům blízcí. Každopádně vyjadřuje skutečnost, že se Vedžahorresnet stal pravděpodobně nejbližším egyptským spolupracovníkem krále Kambýsa: seznámil jej s domácími zvyklostni a náboženskými tradicemi a sestavil pro něj a jeho nástupce Dareia I. tradiční faraonskou titulaturu. Řada tvrzení, která se v autobiobrafii objevují a která zdůrazňují Vedžahorresnetův vliv na krále a na politické události, nepochybně může být připsána spíše soudobým pravidlům literárního žánru životopisu než skutečnosti, nicméně o historickém podkladu podstatných z nich není třeba pochybovat. Vedžahorresnet zdůrazňuje především svou zásluhu na obnově města Sais, zejména tamního chrámu bohyně Neity a Hlavní centra starověkého Egypta.
Pyramidy (zde Rachefova) a Velká sfinga v Gíze jsou dnes nejznámějšími symboly staroegyptské civilizace
Domu života, a pomoc místním obyvatelům a kněžím, jimž se snažil zmírnit následky perské okupace.
Vedžahorresnetův životopisný nápis je porušen v místě, kde se uvádí, že byl povolán Dareiem I. do Persie, aby zde pomohl s egyptským vojskem potlačit místní povstání; z toho někteří badatelé vyvozují závěr, že mohl zemřít a být pohřben mimo Egypt. Žádný přesvědčivý důkaz pro to ovšem neexistuje a není jasné, zda jeho hrobka v Abúsíru byla skutečně použita nebo zda je pouhým kenotafem. O Vedžahorresnetově významném postavení a zvláštní úctě k němu ovšem svědčí, že jeho hrobka se podle všeho stala centrem samostatného pohřebiště na lokalitě, dlouho po své smrti byl pokládán za významného mudrce a v Mennoferu byl pěstován jeho kult.